# نهج المنجي سليم (مدينة تونس)
نهج المنجي سليم هو أحد الأنهج (الطرق) الرئيسية لمدينة تونس نسبة إلى المنجي سليم أحد القادة الوطنيين التونسيين. وهو نهج حزامي بالنسبة للمدينة العتيقة ويفصل بينها وبين المدينة الحديثة، ويربط بين باب البحر من جهة ونهج باب سويقة من جهة أخرى إذ يفصل بينهما باب قرطاجنة. وكان هذا النهج قبل الاستقلال يسمى نهج المالطيين. تكثر في نهج المنجي سليم المحلات التجارية المختلفة من آلات كهرومنزلية وحقائب ومضارب وأثاث...

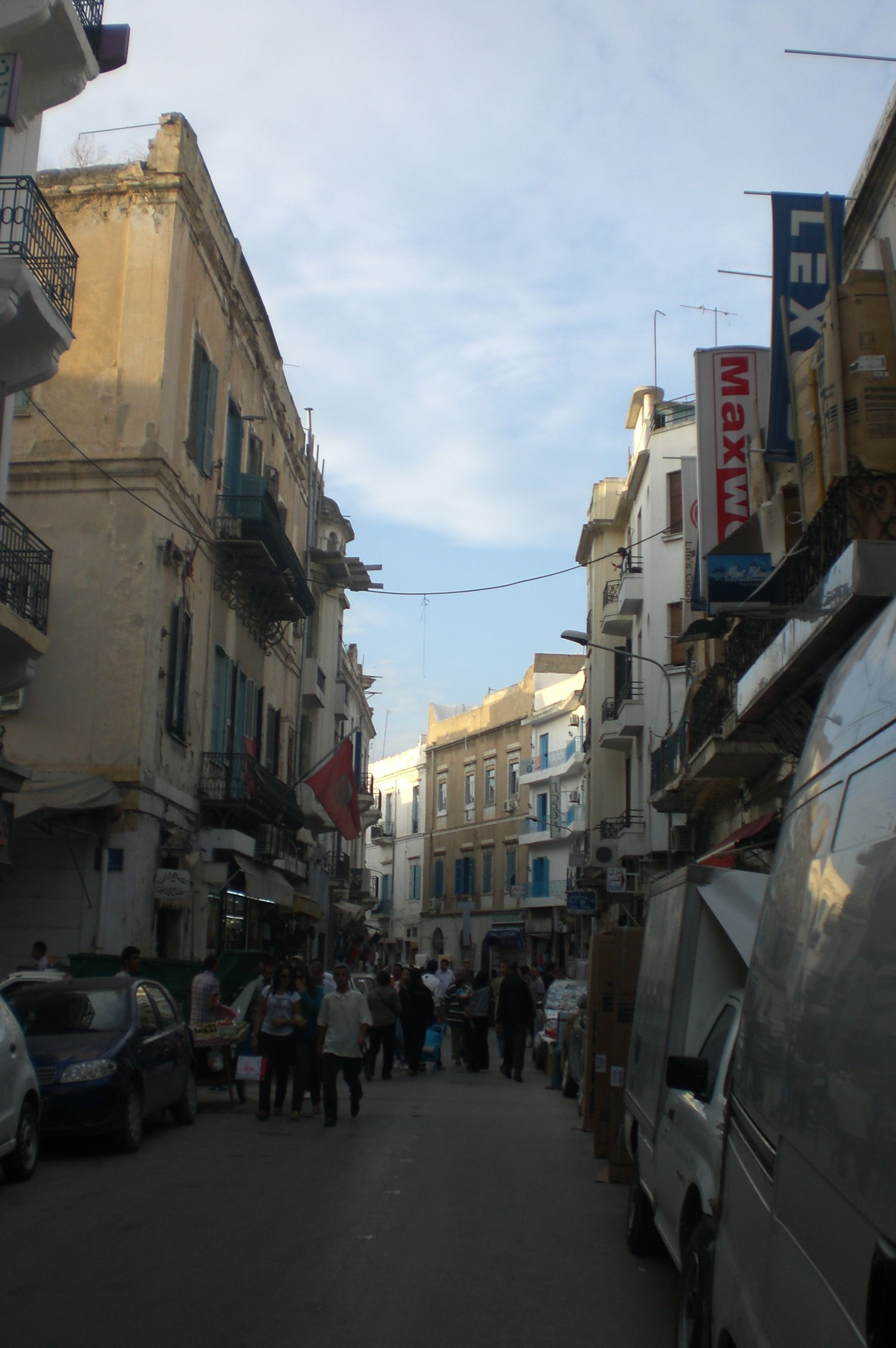
نهج المنجي سليم، باتجاه الشمال

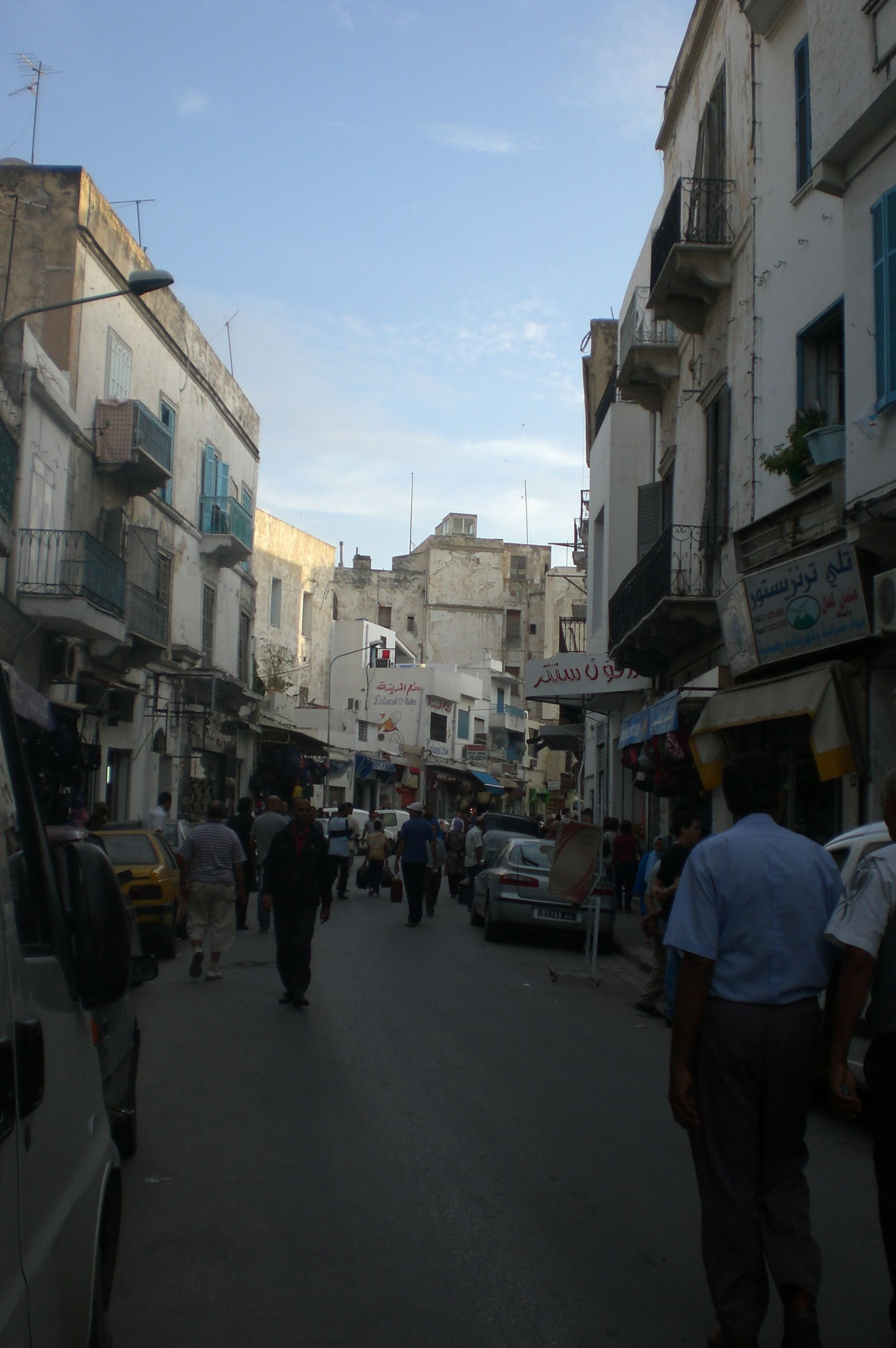
نهج المنجي سليم، باتجاه الجنوب